# Guanazán
Guanazán ist eine Ortschaft und eine Parroquia rural („ländliches Kirchspiel“) im Kanton Zaruma der ecuadorianischen Provinz El Oro. Die Parroquia besitzt eine Fläche von 192 km². Die Einwohnerzahl lag im Jahr 2010 bei 3045.

## Lage
Das Areal liegt an der Nordflanke eines 3500 m hohen Gebirgszugs der westlichen Anden im Südwesten von Ecuador. Das Gebiet wird nach Norden zum Río Jubones entwässert. Der 2660 m hoch gelegene Hauptort Guanazán befindet sich 29 km nordnordöstlich vom Kantonshauptort Zaruma. Das Gebiet ist sehr abgelegen. Guanazán ist über eine Nebenstraße mit dem östlich gelegenen Manú sowie dem nördlich gelegenen Abañín verbunden.
Die Parroquia Guanazán grenzt im Osten an den Kanton Saraguro der Provinz Loja mit den Parroquias San Sebastián de Yúluc und Manú. Im Süden grenzt die Parroquia Guanazán an die Parroquia Salvias, im Westen an den Kanton Chilla, im Nordwesten an die Parroquia Uzhcurrumi (Kanton Pasaje) sowie im Norden an die Parroquia Abañín.

## Orte und Siedlungen
Neben dem Hauptort gibt es in der Parroquia die Barrios La Cocha und La Cruz.

## Geschichte
Die Parroquia Guanazán wurde am 29. Mai 1861 gegründet.